# Валентин Пургин
Валентин Петрович Пургин (1914 – 1940), с истинско име Владимир Петрович Голубенко, е единственият в историята мошеник, съумял с измама да добие званието „Герой на Съветския съюз“.

## Биография
Голубенко е роден през 1914 в Урал в семейство на работници. Остава с незавършено основно образование.
Заради кражба е осъден за първи път през 1933 г. Отново е осъден – за кражба, мошеничество и фалшификация, през 1937 г. Изпратен е в изправително-трудовия лагер „Дмитровлаг“ край гр. Дмитров, Московска област, откъдето съумява да избяга. Голубенко, с откраднат паспорт на името на Валентин Петрович Пургин, преминава в нелегалност.
Пургин попада в Свердловск, където постъпва във Военно-транспортната академия, става кореспондент на железничарския вестник „Путёвка“. Пургин обогатява фалшивата си самоличност, набавяйки си документи за завършено средно образование, академична справка и завидна атестация от началника на Свердловската академия.
Така подготвен, Пургин е готов за Москва. В столицата първоначално работи в редакцията на вестник „Гудок“, но след запознанство и сближаване с Полетаев, редактор на „Комсомольская правда“, Пургин е назначен в органа на Комсомола без проверка. През 1939 г. вече е заместник-началник на военния отдел в редакцията и създава около себе си ореол на тайнственност, намеквайки за връзки с НКВД и появявайки се пред колегите си закичен с военния орден „Червено знаме“, в действителност откраднат.
През 1939 г. в качеството му на военен кореспондент Пургин е командирован в Далечния изток, за да отразява въоръжения граничен конфликт между СССР и Япония при Монголия. През есента в редакцията пристига съобщение, че Пургин е ранен в битка при Халхин Гол и бере душа в болница в Иркутск. Шумът около него е предизвикан с фалшиви епикризи, но го довежда обратно в редакцията, където го чака орден „Ленин“. В края на 1939 г. Пургин става кандидат-член ВКП (б) с препоръки от отдавнашни членове на комунистическата партия.
В началото на Съветско-финландската война (1939 – 1940) Пургин е изпратен на фронта със звание младши командир. През януари 1940 г. изпраща в редакцията съобщение, че е изпратен по секретна задача в Ленинград, поради което няма да може да кореспондира. Пургин се готви в действителност за бягство на Запад, а междувременно пилее командировъчните стредства в гуляи. Войната с Финландия обаче приключва с порой от държавни награди за победителите-червеноармейци. Пургин фалшифицира официална бланка на 39-а дивизия, с която предлага себе си за такава награда. Отчитайки позитивите на чистото му минало и предишните му награди на 21 април 1940 г., с указ му е присвоено най-висшето държавно звание „Герой на Съветския съюз“. Указът е публикуван във в. „Комсомольская правда“ заедно с очерк за военните му подвизи, докато самият Пургин отдъхва в Сочи със съпругата си Лидия Бокашова.
Радостта е кратка, тъй като фотографията, публикувана в същия този очерк, спомага за разкриването на фалшивата самоличност на Валентин Пургин от свидетели. Владимир Голубенко е арестуван, напълно е разобличен и е осъден на смърт чрез разстрел, а наградният указ е отменен.